# هيئة نقل مقاطعة لوس أنجلوس المتروبوليتية
هيئة نقل مقاطعة لوس أنجلس المتروبوليتية (بالإنگليزية: Los Angeles County Metropolitan Transportation Authority، اختصارًا LACMTA أو MTA، وتُعرف تجاريًا بشكل رسمي باسم مترو) هي هيئة نقل عام تعمل في مقاطعة لوس أنجلس في ولاية كاليفورنيا تشكلت في عام 1993 نتاج اتحاد قطاع كاليفورنيا الجنوبية للنقل السريع و لجنة نقل مقاطعة لوس أنجلس.

## التعرفات
الجدول التالي يُبيِّن تعرفات مترو المُطبقَّة ابتداءً من 15 سبتمبر 2014 (بالدولار الأمريكي). تُعتبر بطاقات TAP الذكية الوسيلة الرئيسية للدفع والوسيلة الوحيدة لاستخدام الـPasses (صلاحية تُمكِّن حامل البطاقة من ركوب وسائل نقل مترو لمرات غير محدودة في فترة يوم أو أسبوع أو شهر).
| نوع التعرفة                                                                                                   | الاعتيادية | كبار السن/ المعاقين/ الرعاية الصحية |
| --- | ---------- | ----------------------------------- |
| التعرفة الأساسية                                                                                              | $1.75      | $0.75*/$0.35**                      |
| التعرفة الأساسة (الخط الفضِّي)                                                                                  | $2.50      | $1.35*/$0.95**                      |
| Pass ليوم واحد                                                                                                | $7         | $2.50                               |
| Pass لسبعة أيام                                                                                               | $25        |                                     |
| Pass لـ30 يومًا لطلاب المدارس                                                                                  | $24        |                                     |
| 'Pass لـ30 يومًا لطلاب الجامعات - - من أجل استلام التخفيض، يجب أن يكون الطالب مسجلًا بـ12 وحدة دراسية على الأقل | $43        |                                     |
| 'Pass لـ30 يومًا                                                                                               | $100       | $20                                 |

* تعرفة $0.75 05:00–9:00 و 15:00-19:00 ولأيام الأسبوع العادية (بلا عُطَل).
** تعرفة $0.35 9:00-15:00 و 19:00-05:00 لأيام الأسبوع ونهاية الأسبوع والعُطل.

## وصلات خارجية
- هيئة نقل مقاطعة لوس أنجلس المتروبوليتية